# 先生を流産させる会
『先生を流産させる会』（せんせいをりゅうざんさせるかい）は、2011年の日本映画である。2009年に起こった実際の事件に脚色を加えた内容となっている。

## 作品解説
担任の女性教師を流産させる目的で、男子生徒十数人が給食に異物を混入させるという、2009年に愛知県の中学校で起きた事件をモチーフにしている。監督・脚本・製作の内藤瑛亮は、製作の理由について、「“先生を流産させる会”は実際にあった事件。この言葉に、いちばんの衝撃を受けたんです。こういう悪意の在り方は自分には想像しえなかった。流産させても殺人罪にはならない。でも、“先生を殺す会”よりも“先生を流産させる会”という言葉のほうが、遥かにまがまがしく、おぞましい。それはなぜなんだろう。そう思ったことが企画の始まりでした」と述べた。
実際の事件とは加害者の性別が変更されているが、これに関して内藤は「『先生を流産させる会』という言葉をテーマにした映画を作るためには、妊娠を嫌悪しているキャラクターでないといけない。この時期の女の子は妊娠できる身体になりつつあるので、女の先生を将来の姿として見ることもできるし、先生は生徒たちを過去の自分として見ることが出来るようにもなるかなと思って、女の子に変えました」と述べている。この点に対しては「男子と女子じゃ生理現象も内面の葛藤もやはり違う」などの批判を多く招いた。
女生徒を演じた役者は全員映画初出演である。撮影は2010年の夏に行われた。
2011年9月17日にカナザワ映画祭で上映された。2012年2月25日、26日にはゆうばり国際ファンタスティック映画祭のオフシアター・コンペティション部門で上映された。一般公開は2012年5月26日より開始された。

## ストーリー
女子中学校教師のサワコは、多感な年ごろの生徒やモンスターペアレントなどに悩まされていた。そんなあるとき、サワコの妊娠が発覚し、刺激を求める生徒たちの注目を集めた。そんな中で不良グループのリーダーであるミヅキは「あいつセックスをしたんだよ」とサワコの妊娠に嫌悪感を抱き、仲間たちと共に「先生を流産させる会」を結成して彼女への嫌がらせ（傷害事件）を企てた。

## キャスト
- 宮田亜紀 - サワコ先生
- 小林香織 - ミヅキ
- 高良弥夢 - フミホ
- 竹森菜々瀬 - アキナ
- 相場涼乃 - シオン
- 室賀砂和希 - マオ
- 大沼百合子 - フミホの母

## スタッフ
- 監督・脚本：内藤瑛亮
  - 脚本協力：佐野真規、松久育紀、渡辺あい
- 撮影：穴原浩祐
- 照明：星野浩行
- 制作：笠原雄一
- 助監督：佐野真規
- 録音：黒須健
- 美術：原太一
- 特殊造形：麻草郁
- 編集：冨永圭祐
- ロゴデザイン：勝彦
- 音楽：有田尚史
- CG：谷脇邦彦
- 整音：中瀬慧

## 評論家の反応
映画評論家の寺脇研は本作のトークショーにて、「今は漫画や小説に頼ることが多いけども、昔は実話を映画化するなんてことはよくあった。登場人物と社会はどういう関係なのかと考えることが出来る、そういう映画が観たいよね。そういう意味ではこれは観る側も参加できる映画だと思う」と述べ、監督の姿勢を擁護した。『毎日新聞』では「内藤瑛亮監督は教師、生徒、親のそれぞれの立場の「正義」を貫く。悪役を作りだすことはしない。だから、イヤな感覚が残るし、すっきりした気分とはほど遠い。粗削りだがテーマ性は「告白」を超える問題作だ」と書かれた。